# Scotophilus nigrita
Scotophilus nigrita är en fladdermusart som först beskrevs av Johann Christian Daniel von Schreber 1774.  Scotophilus nigrita ingår i släktet Scotophilus och familjen läderlappar. IUCN kategoriserar arten globalt som livskraftig. Inga underarter finns listade i Catalogue of Life. Wilson & Reeder (2005) skiljer mellan två underarter.
Arten förekommer med två från varandra skilda populationer i Afrika. Den första i västra Afrika från Senegal till västra Nigeria och den andra i östra Afrika från Tanzania och sydöstra Kongo-Kinshasa till Moçambique. Habitatet varierar mellan olika slags savanner och fuktiga skogar. Individerna vilar bland annat i trädens håligheter och i byggnader.
Denna fladdermus blir med svans 187 till 195 mm lång och svansen når en längd av 64 till 92 mm. Underarmarna är 78 till 88 mm långa och vikten varierar mellan 88 och 91 g. Scotophilus nigrita är tydlig större än de andra fladdermössen i samma släkte. Svansen är delvis inbäddad i den del av flygmembranen som ligger mellan bakbenen. På ryggen är pälsen brun och undersidan är täckt av gul- till vitaktig päls. Pälsen på ovansidan kan ha en grön, svart eller röd skugga. Öronen är inte sammanlänkade på hjässan. Artens flygmembran har en svartbrun färg.
Vid viloplatsen kan temperaturer upp till 40 °C förekomma. På grund av tändernas konstruktion antas att arten äter insekter. Andra arter av samma släkte jagade även små ödlor.